# 加藤ゆめ
加藤 ゆめ（かとう ゆめ、1988年12月24日 - ）は、日本のAV女優。
北海道出身。身長:154cm。スリーサイズ:B83(D-65)・W54・H82。

## 略歴・人物
2008年8月に「叶夢（かのう ゆめ）」の名前でデビューしたロリ系のAV女優である。
2009年1月30日に「加藤ゆめ」に改名。
その他、「平山麻衣」「松本麻衣子」名義での出演作もある。

## 出演作品

### アダルトビデオ

#### 叶夢 名義
2008年
- ザ・カメラテスト 58 入ってるとこ見える? 凄くヤラシイ… こんなHな面接初めて! （8月11日、アテナ映像）…オムニバス作品
- 現役音大生を丸裸デビュー! （8月21日、SODクリエイト） ※「ゆめ」名義
- 覗き撮り 女性向け 全身オイルハンドマッサージ vol.01 （9月2日、プレステージ）…オムニバス作品
- 恥女! 水に溶ける羞恥ビキニ! 水着モデルをダマして公衆プールに、ドボン! （9月4日、サディスティックヴィレッジ）…
- jk 013 （9月5日、ゴーゴーズ） ※「ゆめ」名義
- スゴ〜く! 制服の似合う素敵な娘 ゆめ （9月25日、オーロラプロジェクト） ※「ゆめ」名義
- ワケあり女子校生、生まれて初めての風俗面接 （10月1日、プレステージ）…オムニバス作品
- ホロ酔いで人生は波乱万丈だゲーム （10月9日、SODクリエイト）…※「唯」名義
- 「レズのワタシたちが女も惚れる透通るような白い肌美人をエステするフリして性感マッサージで発情させてヤる」 VOL.1 （10月9日、DANDY）…オムニバス作品
- 逆ギレする万引き女子校生 （10月11日、ラハイナ東海）…オムニバス作品
- 羞恥! アナル観察。 一本いっぽんシワを数えて恥ずかしくなったところでハメ倒す! 11アナルと5SEX （10月23日、サディスティックヴィレッジ）…オムニバス作品
- 綺麗なお姉様も淫れたい 2 （10月25日（レンタル）／11月21日（セル）、クリスタル映像）…オムニバス作品
- スゴ〜く! 制服の似合う素敵な娘 ゆめ 第2章 （10月25日、オーロラ・プロジェクト） ※「ゆめ」名義
- キャバ嬢とアフター 3 （10月31日（レンタル）／11月14日（セル）、LEO）…オムニバス作品
- 覗き撮り 女子校生 性感オイルマッサージ vol.05 （11月1日、プレステージ）…オムニバス作品
- 発情期の女子校生たち 青姦ファック盗み撮り （11月1日、プレステージ）…オムニバス作品
- 制服美少女狩り （11月1日、豊彦） ※「平山麻衣」名義
- 素人ハレン恥野球拳 勝てば賞金 負ければ罰ゲーム!! （11月6日、ヒビノ）
- 社員募集で来た素人娘にHなことを言葉巧みに強要してみたらここまで出来た! （11月6日、V&Rプロダクツ）…オムニバス作品
- コスプレマスター 007 （11月7日、ゴーゴーズ） ※「ゆめ」名義
- M男の萎えチンを優しく愛撫後 勃起したら腹パンチ （11月8日、ラハイナ東海）…オムニバス作品
- ヒロイン陵辱 15 魔法美少女戦士フォンテーヌ編 （11月14日、GIGA）
- グラビア美少女オイル猥褻マッサージ PART-16 （11月15日、ラハイナ東海）…オムニバス作品
- 大沢佑香のふたなり潮吹きレズビアン （11月20日、LADY×LADY）
- センズリ見せたらまんずり返しする痴女 2 （11月21日、映天）…オムニバス作品
- ザ・筆おろし 45 （11月22日（レンタル）／12月19日（セル）、クリスタル映像）…オムニバス作品
- AV女優ファイル （11月22日、オーロラ・プロジェクト）
- 覗き撮り 回春マッサージで働く女子校生達のウラ事情 （12月2日、プレステージ）…オムニバス作品 ※「加納由愛」名義
- 徹底凌辱 密室アクメマッサージ盗撮 （12月6日、ラハイナ東海）…オムニバス作品
- ヒロイン討伐 40 （12月12日、GIGA）
- 女子アナに顔射! （12月18日、ROCKET）…オムニバス作品
- 女だけの乱交レズビアンペニバン教室 （12月19日、CROSS）
- 素人女筋話 第壱巻 （12月19日、女筋会）…オムニバス作品
- 10代女子大生 （12月19日、フリー） ※「ゆめ」名義
- コスプロレス 3rd BATTLE （12月26日、CWP）
- 性交日記 （12月27日、オーロラ・プロジェクト）

2009年
- パンスト足こき 1 （1月9日、アキバコム制作部）…オムニバス作品
- 彼氏と一緒にやって来たオンナたちをイカせまくる性感マッサージ （1月16日、映天）…オムニバス作品
- 個人授業。 性の記録 （1月19日、桃太郎映像出版） ※「ゆり」名義
- Peaches & Cream Hip （1月24日、オーロラ・プロジェクト）
- もしもこんな○○があったら… パート12 （2月5日、V&Rプロダクツ）…オムニバス作品
- 制服縞パンニーソックス 2 （2月13日、TMA）…オムニバス作品
- 素人セーラー服生中出し 015 （2月28日、プラム）
- 素人ガチンコ持久走 限界! 負けた女に陵辱罰ゲーム （3月5日、ヒビノ）
- 美形限定素人ギャル!! ベロチュー手コキしてくれませんか? VOL.02 （3月5日、GARCON）…オムニバス作品
- 足淫13人 となりの奥様の悩殺足コキ （3月19日、センタービレッジ）
- 私の淫らな願望 異常妄想 （3月25日、FAプロ）…オムニバス作品
- 2回連続大量ザーメン激顔射 2 （4月1日、V）
- 絞め喉頸に纏い痕跡が刻薄 （4月1日、幻奇）…オムニバス作品
- 恥ずかしいけどリモコンバイブで濡れ濡れ 素人娘股間ビリビリ直撃ナンパ 7 （4月4日、ヒビノ）…オムニバス作品
- 羞辱妄想劇場 Vol.1 学園アイドルの服が僕らの目の前で溶けた! （4月4日、サディスティックヴィレッジ）…オムニバス作品 ※「叶夢美」名義
- 美裸×美脚×美女 ver.4 （4月7日、KIプランニング） ※「松本麻衣子」名義
- 素人の女の子 vol.02 （4月7日、コージィ） ※「ユメ」名義
- ヒロインバトル 美少女仮面 オーロラ Zwei （4月10日、GIGA）
- 極選4時間 ザ・筆おろし 2 （4月10日、クリスタル映像）
- ロリロリ!SEXメイド （4月13日、オーロラ・プロジェクト）
- ロリレズ姉妹 『パパには内緒』 （4月24日、LADIES♀ROOM）
- 国際線スチュワーデス志望美女と校長の就職斡旋にまつわるHな裏取引 （4月25日、レッド）…オムニバス作品
- 児○性愛 ロリコン産婦人科医師たちの中〇生イタズラ診察映像（4月25日、レッド）…オムニバス作品
- 第3回 史上最強ギャル キャットファイトグランプリ!! 決勝トーナメント!!（5月7日、GARCON）
- 黒タイツ女子校生しか見たくない! 2 4時間（5月15日、TMA）…オムニバス作品
- 痴漢OK娘 スペシャル 絶対NGの超極上娘を連日痴漢でOKさせろ（6月4日、ナチュラルハイ）…オムニバス作品
- S-Cute ex 28（6月5日、S-Cute）
- 美少女いたずら淫行マッサージ（7月1日、プレステージ）…オムニバス作品
- 乱交潮吹き集団痴女（7月19日、CROSS）

#### 加藤ゆめ 名義
2009年
- スーパーヒロイン昇天地獄 セーラーアフロディーテ編（4月24日、GIGA）
- 魔法少女サディストフェイト（4月29日、OZ-ZERO）
- スーパーヒロイン誕生秘話 電波レディービーグル激闘編（6月25日、GIGA）
- 大量の一発顔射 2 ザーメンメリーゴーランド（7月23日、アキノリ）…オムニバス作品
- 美少女の足裏 14（8月5日、フリーダム）
- 完全主観 何だか今日はモテちゃうなぁ〜（8月6日、アキノリ）
- 淫乱女子社員 スーツの中の卑猥なワレメ（8月25日、ながえスタイル）
- ヒロインクリトリス責め 魔法美少女戦士フォンテーヌ 2（8月28日、GIGA）
- 素人敏感女子大生生中出し 008（8月31日、プラム） ※「百合子」名義
- 快楽レズエステ 7（9月5日、アキノリ）
- 隣の嫁の秘密（11月13日、FAプロ）
- 洗髪 （11月19日、エフセット）
- 誘惑オフィス手コキサロン（11月25日、アロマ企画）
- ビーチボールとマイラー風船、膨らましと割り、ワニ君・シャチ君に語りかけながら、おなにぃ＆ふぁっく（マクガフィン）…単体出演　ビーチボールフェチ
- 東京膨体少女（マクガフィン）日本初の膨体フェチDVD